# Renaissance Pictures
Renaissance Pictures est une société de production américaine fondée le 10 août 1979 par le réalisateur Sam Raimi le producteur Robert Tapert et l'acteur Bruce Campbell, avec l'aide du publiciste Irvin Shapiro afin de produire le film The Evil Dead ainsi que les suites Evil Dead II et Evil Dead 3.
Renaissance a produit de nombreux films auxquels ont participé les fondateurs. Elle a aussi produit des films auxquels ont participé des proches comme Crimewave écrit par Joel et Ethan Coen ou  Thou Shalt Not Kill... Except de Josh Becker. Plus tard des films à gros budget ont été aussi produit comme Darkman (dirigé par Sam Raimi), Hard Target et Timecop. Pour la télévision on trouveles séries Hercules: The Legendary Journeys et Xena: Warrior Princess, dans lesquels Campbell a joué ainsi que Ted Raimi dans le rôle de Joxer.

## Filmographie
- 1981 : The Evil Dead
- 1986 : Crimewave
- 1985 : Stryker's War
- 1987 : Evil Dead II
- 1990 : Darkman
- 1991 : Lunatics: A Love Story
- 1992 : Evil Dead 3
- 1993 : Hard Target
- 1994 : Darkman II: The Return of Durant vidéo
- 1994 : Hercules and the Amazon Women téléfilm
- 1994 : Hercules and the Lost Kingdom téléfilm
- 1994–1995 : M.A.N.T.I.S. série télévisée
- 1994 : Timecop
- 1994 : Hercules and the Circle of Fire téléfilm
- 1994 : Hercules in the Underworld téléfilm
- 1994 : Hercules in the Maze of the Minotaur téléfilm
- 1995–1999 : Hercules: The Legendary Journeys série télévisée
- 1995–2001 : Xena: Warrior Princess série télévisée
- 1995–1996 : American Gothic série télévisée
- 1996 : Darkman III: Die Darkman Die vidéo
- 1997 : Jeux d'espions
- 1998 : Hercules and Xena – The Animated Movie: The Battle for Mount Olympus vidéo
- 1998–1999 : Young Hercules série télévisée
- 2000 : Jack, le vengeur masqué série télévisée
- 2000–2001 : Cleopatra 2525 série télévisée
- 2002 : Xena: Warrior Princess - A Friend in Need vidéo
- 2008–2010 : Legend of the Seeker série télévisée
- 2015–2018 : Ash vs. Evil Dead série télévisée